# Brachyphylla cavernarum
Brachyphylla cavernarum е вид бозайник от семейство Американски листоноси прилепи (Phyllostomidae).

## Разпространение
Видът се среща на Карибите от Пуерто Рико до Сейнт Винсент и Барбадос. Образци от вкаменелости са открити и в Ню Провидънс, Бахами.